# Evelyn Mountstuart Grant Duff
Sir Evelyn Mountstuart Grant Duff KCMG (* 9. Oktober 1863; † 19. September 1926 in Bath) war ein britischer Diplomat.

## Leben
Evelyn Mountstuart Grant Duff war ein Sohn von M. E. Grant Duff, einem Gouverneur der Madras (Präsidentschaft).
Evelyn Mountstuart Grant Duff war der Bruder von Claire Annabel Caroline Grant Duff und Adrian Grant Duff (* 29. September 1869), der am 14. September 1914 bei Kampfhandlungen getötet wurde.
Evelyn Mountstuart Grant Duff trat 1888 in den auswärtigen Dienst und wurde nach Rom gesandt.
Von 1892 bis 1894 lernte er in Teheran Farsi.
Anschließend wurde er sukzessive in Sankt Petersburg, Stockholm, Berlin und London beschäftigt.
Im August 1902 war Mozaffar ad-Din Schah auf Staatsbesuch in London und wurde von Duff begleitet.
Charles Hardinge, 1. Baron Hardinge of Penshurst war mit dem Protokoll des Staatsbesuches betraut.
Victoria hatte Nāser ad-Din Schāh am 26. Juni 1873 in den Hosenbandorden aufgenommen.
Eduard VII. weigerte sich einen Muslim in den Hosenbandorden aufzunehmen und verbat sich Weisungen, womit er auszeichnet.
Am 12. Dezember 1902 wurde Schah Mozaffar ad-Din durch eine Sonderstatut in den Hosenbandorden aufgenommen.
Im Januar 1903 begleitete Duff, Hugh Dawnay, 8th Viscount Downe auf eine Spezialmission nach Teheran, wo Mozaffar ad-Din Schah am 16. Februar 1903 mit dem Hosenbandorden ausgezeichnet wurde, um die Eifersucht von Konstantinopel und der Groll von Japan wecken.
Noch 1903 wurde Duff Gesandtschaftssekretär in Teheran, wo er von September 1905 bis September 1906 als Geschäftsträger fungierte.
In seiner Amtszeit begann die Konstitutionelle Revolution.
Während die russische Gesandtschaft die konservativen Monarchisten unterstützte,
unterstützte die britische Gesandtschaft die Anhänger einer konstitutionellen Monarchie.
Von Mitte Juli bis 5. August 1906 suchten 14.000 Perser auf dem britischen Gesandtschaftsgelände Zuflucht.
Von Ende 1906 bis 1910 wurde Grant Duff in Madrid beschäftigt.
1910 wurde er zum Gesandten in Caracas ernannt, er trat diese Mission aber nicht an.
Von 1911 bis 1913 war er Generalkonsul in Budapest in Österreich-Ungarn.
Von 1913 bis 1916 war er bevollmächtigter Gesandter in Bern, Schweiz.
Am 27. März 1900 heiratete er Edith Florence Bonham (* 12. Januar 1877; † 30. Mai 1937).
Mrs. Grand Duff gründete in Bern die „British Legation Red Cross Organization“ und saß dem Bureau de Secours aux prisonniers de Guerre (British Section) vor.
1913 wurde er in den Order of St. Michael and St. George aufgenommen, 1916 zum Knight Commander geschlagen und trat im August 1916 krankheitsbedingt von seinem Amt als britischer Gesandter in Bern zurück.